# Dhalgren
Dhalgren è un romanzo scritto da Samuel R. Delany, pubblicato nel 1975. Principalmente noto come autore di fantascienza, in quest'opera l'autore tenta la strada di uno sperimentalismo in cui i dettagli fantastici o irreali sono solo accessori o, comunque, privi di una eventuale spiegazione logica.

## Trama
Una storia vera e propria, in Dhalgren, è rintracciabile solo in termini sommari. Il libro si compone piuttosto di eventi frammentari dove gli unici punti di riferimento sono l'inizio e la fine. Il protagonista giunge nella città di Bellona, città immaginaria situata da qualche parte degli Stati Uniti, dove è accaduto qualcosa che non verrà mai spiegato: in ogni caso, una catastrofe che ha cambiato tutto. La maggior parte dei due milioni di abitanti è fuggita sotto un cielo ricoperto da nuvole, o forse dal fumo degli incendi che, di tanto in tanto, sconvolgono alcuni quartieri. Talvolta è possibile vedere due lune nel cielo o un gigantesco sole che sorge e tramonta rapidamente. La geografia della città non è fissa, senza tuttavia che sia possibile percepirne con certezza il mutamento; lo stesso vale per il tempo, che può scorrere in maniera diversa a seconda degli individui.
Il romanzo segue il punto di vista del protagonista, un giovane poeta sbandato, privo di nome e memoria, che per motivi ignoti entra in città, entrando in contatto con un tessuto sociale sconvolto ed instabile. Chiamato talvolta "Kid", altre "Kidd", altre ancora "il kid", il protagonista frequenta prima una fallimentare comune dalle vaghe atmosfere hippie, poi una famiglia borghese che si chiude nei suoi riti domestici per negare il caos che la circonda, per diventare infine membro di una banda di "scorpioni", i giovani violenti che dominano le strade di Bellona, vivendo di violenza e sesso libero.
Sempre in bilico tra realtà e allucinazione, Dhalgren è anche leggibile come un viaggio interiore compiuto dal protagonista, perseguitato dalla propria schizofrenia e dalla sua ossessione per la scrittura e i suoi meccanismi.
Da notare inoltre la struttura esplicitamente ciclica del romanzo, in cui l'ultima frase si salda con la prima.
Sovrapponendo la realtà degli Stati Uniti a cavallo tra gli anni sessanta e i settanta nell'universo chiuso e distopico di Bellona, Dhalgren affronta e rimette in discussione le relazioni tra scrittura e realtà, tra differenti etnie e generi sessuali, tra le controculture e le istituzioni, tra le vite di chi rifiuta il sistema sociale e di chi invece ne accetta l'integrazione.

## Critica
In patria Dhalgren ha ottenuto reazioni discordanti. Pubblicato in diciassette edizioni, per un venduto totale di quasi un milione di copie, è stato apprezzato sia dalla critica generalista che da quella specializzata in fantascienza; gran parte di quest'ultima, tuttavia, ha rigettato il romanzo come eccessivamente difficile, pretenzioso, se non incomprensibile. Tra gli estimatori si segnalano Theodore Sturgeon e William Gibson, tra i detrattori Philip K. Dick e Harlan Ellison. Particolarmente discusse sono state le abbondanti e dettagliate descrizioni dei variopinti rapporti sessuali che i personaggi intrecciano tra loro, le ostiche acrobazie verbali, la mancanza di una trama lineare (specie nell'ultima parte del volume), e l'uso accentuato del "flusso di coscienza".
Per la sua complessità e le sue ambizioni Dhalgren è stato accostato a titoli come il Finnegans Wake di James Joyce o ancor più, specie per la sua mole, a L'arcobaleno della gravità di Thomas Pynchon.
William Gibson, uno degli estimatori di Dhalgren, ha affermato: "Io non l'ho mai capito". Aggiungendo poi: "Dhalgren non è lì per farsi capire pienamente. Io credo che per il suo "enigma" non sia mai stata prevista alcuna 'soluzione'."

## Edizioni
- Samuel R. Delany, Dhalgren, traduzione di Roberta Rambelli, Slan. Il meglio della fantascienza n. 69, Libra Editrice, 1982,  p. 888.
- Samuel R. Delany, Dhalgren, traduzione di Maurizio Nati, collana collezione immaginario, Fanucci Editore, 2005,  p. 894, ISBN 88-347-0970-5.